# Patrick S. Moore

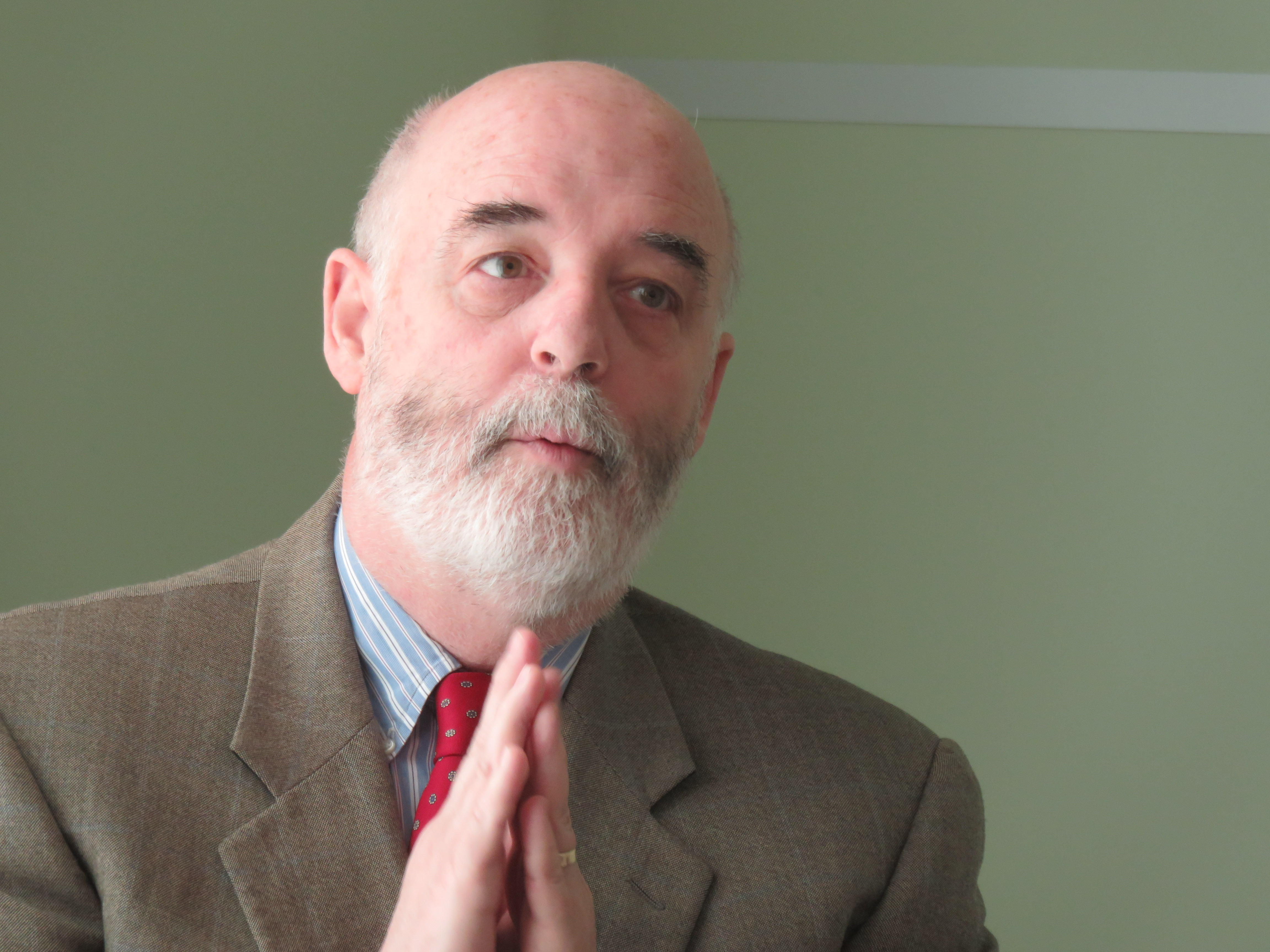
Patrick S. Moore, 2017

Patrick S. Moore (* 21. Oktober 1956 in Seattle) ist ein US-amerikanischer Epidemiologe und Virologe, bekannt für die Entdeckung zweier menschlicher Tumorviren.

## Leben
Patrick Moore studierte von 1974 bis 1977 Chemie und Biologie am Westminster College in Salt Lake City bis zum Bachelor-Abschluss und von 1977 bis 1980 Chemie an der Stanford University bis zum Master-Abschluss. Nach einem Wechsel an die University of Utah schloss sich dort am College of Medicine von 1980 bis 1985 ein Studium der Anatomie an (M.D.-Abschluss und zusätzlich Abschluss als Master of Philosophy, MPhil). Nach einem erneuten Wechsel im Jahr 1989 an die University of California, Berkeley erwarb Moore 1990 einen weiteren Abschluss als Master of Public Health (M.P.H.).
1985 war Moore am Bawku Presbyterian Hospital in Ghana und 1986 in einem Onchozerkose-Forschungsprojekt in Liberia tätig. Von 1987 bis 1989 arbeitete er als Epidemiologe an den Centers for Disease Control and Prevention (CDC), wo er Richtlinien gegen Gehirnhautentzündung (Meningokokken-Enzephalitis) entwickelte; für diese Arbeit erhielt er den Langmuir-Preis der CDC. Danach ging er von 1989 bis 1991 als Trainee an das Center for AIDS Prevention Studies (CAPS) in San Francisco, wo er an Studien zur Vorsorge gegen Aids in Kalifornien beteiligt war. Von 1991 bis 1993 war er Leiter der Arboviren-Gruppe des CDC in Fort Collins. Im Rahmen dieser Dienstverhältnisse wurde er u. a. im Zusammenhang mit Meningokokken-Enzephalitis-Epidemien zeitweise in den Tschad entsandt (1988), nach Äthiopien (1989) und auf die Nördlichen Marianen (1991). Im November und Dezember 1992 leitete er – während des somalischen Bürgerkriegs – ein Team zur Abwendung der damit verbundenen Hungersnot.
Von 1993 bis 1994 arbeitete er als Epidemiologe für die Stadt New York City (Deputy Commissioner, NY City Department of Health), wandte sich 1994 aber als Assistant Professor im Labor seiner Ehefrau Yuan Chang an der Columbia University der molekulargenetischen Virusforschung zu. Bereits 1995 später wurde er zum Associate Professor ernannt und 1998 schließlich zum Professor of Public Health. Im Jahr 2002 wechselte er gemeinsam mit seiner Ehefrau, die in Pittsburgh ebenfalls eine Professur erhielt, an die University of Pittsburgh, wo er als Professor für Mikrobiologie und molekulare Genetik verpflichtet wurde. Seit 2012 trägt sein Lehrstuhl die Bezeichnung Distinguished and American Cancer Society Professor.

## Forschung
An der Columbia University entdeckte Moore 1994 gemeinsam mit seiner Ehefrau Yuan Chang eines (von bisher sieben bekannten) Krebsviren bei Menschen: das Humane Herpesvirus 8 (HHV-8), anfangs benannt als Kaposi’s sarcoma-associated herpesvirus, KSHV. Sie wiesen nach, dass das Virus das Kaposi-Sarkom und das Lymphom seröser Körperhöhlen (Primary Effusion Lymphoma) verursacht. 2008 fanden sie ein zweites Krebsvirus des Menschen, das Merkel-Zellen-Polyomavirus, den wahrscheinlichen Verursacher des Merkelzellkarzinoms. Sie sequenzierten jeweils das Genom und identifizierten mit ihm verbundene Onkogene.
Im Zusammenhang mit der Entdeckung des Polyomavirus entwickelten sie eine neue Technik (Digital Transcriptome Subtraction, DTS) zum Nachweis der Viren. Die bei der Suche nach dem Verursacher des Kaposi-Sarkoms benutzte Technik hatte auf der Überlegung beruht, das gesamte menschliche Genom vom Gesamtgenom der Tumorzellen zu subtrahieren, so dass im besten Fall nur jene DNA als „Rest“ übrig bleibt, die nicht zum Genom des Menschen, sondern zum Genom des Virus gehört. Die Identifizierung des Polyomavirus gelang mit einer modifizierten Strategie, bei der nur die mRNA betrachtet wurde.

## Ehrungen
Jeweils gemeinsam mit Yuan Chang erhielt Patrick Moore 1997 den Meyenburg-Preis, 1998 den Robert-Koch-Preis, 2003 den Charles S. Mott Prize for Cancer Research von General Motors, 2009 den Carnegie Life Sciences Award und 2017 sowohl den Paul-Ehrlich-und-Ludwig-Darmstaedter-Preis als auch den Passano Award.
Moore ist gewähltes Mitglied der American Academy of Microbiology, der National Academy of Sciences, der Academy of American Physicians und der American Academy of Arts and Sciences.
Seit 2017 zählt ihn Clarivate Analytics aufgrund der Zahl seiner Zitationen zu den Favoriten auf einen Nobelpreis für Physiologie oder Medizin (Clarivate Citation Laureates, früher Thomson Reuters Citation Laureates).